# Péter Vincze
Péter Vincze (ungarisch Vincze Péter; * 16. Februar 1995 in Székesfehérvár) ist ein ungarischer Eishockeyspieler, der seit 2021 beim Gyergyói HK in der Ersten Liga und der rumänischen Eishockeyliga unter Vertrag steht.

## Karriere
Péter Vincze begann seine Karriere als Eishockeyspieler bei Alba Volán Székesfehérvár in seiner Geburtsstadt. Nachdem er zunächst vor allem im Juniorenbereich eingesetzt worden war, kam er in der Spielzeit 2011/12 zu ersten Einsätzen in der zweiten Herren-Mannschaft des Klubs in der MOL Liga. Mit den Junioren gewann er 2013 und 2015 die Erste Bank Young Stars League. Ab 2013 wurde er auch (und ab 2014 vor allem) in der ersten Herren-Mannschaft eingesetzt, die in der Österreichischen Eishockey-Liga spielt. 2018 wechselte er zum DVTK Jegesmedvék, der als ungarischer Klub in der slowakischen Extraliga spielte, wechselte aber bereits im November des Jahres zum Ujpesti TE. Mit den Budapestern spielte er in der multinationalen Ersten Liga, bis er 2021 zum rumänischen Ligarivalen Gyergyói HK ging, mit dem er die Liga 2023 gewinnen konnte. 

### International
Für Ungarn nahm Vincze im Juniorenbereich an den U18-Weltmeisterschaften 2011 und 2012 in der Division I und 2013, als er die beste Bullybilanz des Turniers aufwies, in der Division II sowie den U20-Weltmeisterschaften 2013, 2014 und 2015 teil. Dabei trat die ungarische U20-Auswahl 2013 und 2014 jeweils in der Division II an und schaffte 2014 den Aufstieg in die B-Gruppe der Division I. Beim Division-IB-Turnier 2015 wurde Vincze zum besten Spieler seiner Mannschaft gekürt.
Im Seniorenbereich debütierte Vincze für Ungarn bei der 2015 in der Division I, als die Magyaren sechs Jahre nach dem Abstieg die Rückkehr in die Top-Division feiern konnten. Dort spielte er dann erstmals bei der Weltmeisterschaft 2023. Zudem vertrat er seine Farben bei der Olympiaqualifikation für die Winterspiele in Pyeongchang 2018.

## Erfolge und Auszeichnungen
- 2013 Gewinn der Erste Bank Young Stars League mit Alba Volán Székesfehérvár
- 2013 Aufstieg in die Division I, Gruppe B, bei der U18-Weltmeisterschaft der Division II, Gruppe A
- 2014 Aufstieg in die Division I, Gruppe B, bei der U20-Weltmeisterschaft der Division II, Gruppe A
- 2015 Gewinn der Erste Bank Young Stars League mit Alba Volán Székesfehérvár
- 2015 Aufstieg in die Top-Division bei der Weltmeisterschaft der Division I, Gruppe A
- 2023 Gewinn der Ersten Liga mit dem Gyergyói HK

## ÖEHL-Statistik
(Stand: Ende der Saison 2017/18)